# 1 Samuel 10
1 Samuel 10 es el décimo capítulo del Primer Libro de Samuel en el Antiguo Testamento de la Biblia cristiana  o la primera parte de los Libros de Samuel en la Biblia hebrea. Según la tradición judía, el libro se atribuyó al profeta Samuel, con adiciones de los profetas Gad y Natán, pero muchos eruditos modernos lo ven como una composición de varios textos independientes de diversas épocas, desde el 630-540 a. C. aproximadamente.  Este capítulo describe la unción de Saúl como el primer rey de Israel, dentro de una sección que comprende 1 Samuel 7-15, que registra el surgimiento de la monarquía en Israel y el relato de los primeros años del rey Saúl.

## Texto
Este capítulo fue escrito originalmente en el idioma hebreo. Está dividido en 27 versículos.

### Testigos textuales
Algunos manuscritos antiguos que contienen el texto de este capítulo en hebreo son de la tradición del Texto Masorético, que incluye el Códice de Jerusalén (895), el Códice de Alepo (siglo X) y el Códice de Leningrado (1008). Se encontraron fragmentos que contienen partes de este capítulo en hebreo entre los Rollos del Mar Muerto, incluido el 4Q51 (4QSama; 100-50 a. C.) con los versículos 3-4, 9-10 y 12 existentes.
Entre los manuscritos antiguos existentes de una traducción al griego koiné conocida como la Septuaginta (originalmente realizada en los últimos siglos a. C.) se encuentran el Códice Vaticano (B; {\displaystyle \ ara{G}}B; siglo IV) y el Códice Alejandrino (A; {\displaystyle \ ara{G}}A; siglo V).

## Lugares
- Betel
- Guibeá
- Guilgal
- Mizpa
- Ramá
- Tabor

## Samuel unge a Saúl (10:1-16)
La unción de Saúl, realizada por Samuel bajo la dirección de Dios, distinguió al rey del resto del pueblo como «ungido del Señor» (cf. 1 Samuel 12:3, 1 Samuel 12:5, etc.), y lo santificó como נגיד, «nagid», que significa «príncipe» o «gobernante» (también «capitán», «líder» o «comandante»).

### Versículo 1
Entonces Samuel tomó una redoma de aceite y se la derramó sobre la cabeza, y lo besó y dijo: «¿No es porque el Señor te ha ungido comandante sobre Su herencia?»
- «Frasco de aceite» (KJV: «ampolla de aceite»): no se utiliza un «cuerno de aceite» como en los casos de David y Salomón (cf. 1 Samuel 2:10), solo otro rey, Jehú, fue ungido como Saúl, y de manera similar, aunque también iniciados por YHWH, sus reinados estuvieron lejos de ser ideales.[16]
- «Herencia»: según el Texto Masorético, el Targum y la Vulgata, mientras que la Septuaginta tiene «pueblo de Israel; y gobernarás al pueblo del Señor», seguido en la Septuaginta y la Vulgata con «Y librarás a su pueblo de las manos de sus enemigos que los rodean. Y esto te será señal de que Dios te ha ungido como príncipe."[17]

## Saúl proclamado rey de Israel (10:17-27)
Esta sección puede considerarse la continuación de la narración en 1 Samuel 8:1-22 de que la asamblea previamente disuelta fue convocada de nuevo en este momento para nombrar un rey. Samuel comenzó diciendo un oráculo de juicio (versículos 17-19) de que el pueblo había elegido rechazar a Dios y elegir a un rey, a pesar de la continua protección de Dios y su capacidad para liberarlos. La elección por sorteo se utilizó en otras ocasiones para encontrar a un delincuente oculto (Josué 7; 1 Samuel 14:38-44), pero esta vez es para confirmar que Saúl fue la elección de Dios, que también fue aclamado por la estatura de Saúl (versículos 21b-27; cf. 1 Samuel 9:2). El descontento de YHWH con la petición del pueblo de tener un rey
no invalidó la elección de Saúl. La aclamación pública de Saúl (versículo 24), un elemento importante en la instalación de un rey (cf. 1 Reyes 1:25, 34, 39; 2 Reyes 11:12), fue seguida por la lectura de los derechos y deberes de la realeza (cf. 1 Samuel 8:11-18; Deuteronomio 17:18-20), estableciendo la «subyugación de la monarquía a la autoridad profética».

### Versículo 24
Y Samuel dijo a todo el pueblo: «¿Véis al que el Señor ha elegido, que no hay nadie como él entre todo el pueblo?»
Entonces todo el pueblo gritó y dijo: «¡Larga vida al rey!»
- «Larga vida al rey»: del hebreo que significa «Que viva el rey».[20]

### Versículo 25
Entonces Samuel explicó al pueblo el funcionamiento del reino, lo escribió en un libro y lo guardó ante el Señor. Y Samuel despidió a todo el pueblo, cada uno a su casa.
- «La manera del reino»: probablemente se refiere a las regulaciones relacionadas con la realeza dadas a Moisés en Deuteronomio 17:14-20. [22]

### Versículo 27
Pero algunos hombres inútiles dijeron: «¿Cómo puede salvarnos este hombre?» Y lo despreciaron y no le trajeron ningún presente. Pero él guardó silencio.
- «Gente sin valor» (KJV: «hijos de Belial»): literalmente «hijos de inutilidad» (cf. 1 Samuel 2:12).[24]
- «Guardó silencio»: o «Saúl guardó silencio». Septuaginta añade «después de aproximadamente un mes» después de esta declaración, lo que se apoya en una corrección a mano de un manuscrito entre los Rollos del Mar Muerto. ref [b] en 1 Samuel 10:27 en NET Bible</ref>

## Versión ampliada de 10:27
Hay una variación textual entre el versículo 27 y el capítulo 11 que se encuentra en el Rollo de Samuel, uno de los Rollos del Mar Muerto. El texto masorético tiene una transición algo abrupta entre 10:27 y 11:1, que cambia de tema para discutir las acciones de Nahash de Amón. La versión de los Rollos del Mar Muerto incluye cuatro frases que presentan a Nahash oprimiendo a las tribus judías cercanas. Además, la obra del historiador Josefo, Antigüedades judías, presenta una frase muy similar que parece ser una paráfrasis del mismo material. No está claro si las formas más antiguas del texto carecían de la sección, y un escriba la añadió a la versión de los Rollos del Mar Muerto como puente, o si ocurrió lo contrario y un error de escriba dejó de copiar la sección para las copias que más tarde se convertirían en la base del texto masorético. Si tal error ocurrió, aparentemente sucedió lo suficientemente pronto como para afectar también a la traducción griega de Samuel en la Septuaginta. 

### Comentarios sobre Samuel
- Auld, Graeme (2003). «1 & 2 Samuel».  En James D. G. Dunn and John William Rogerson, ed. Eerdmans Commentary on the Bible. Eerdmans. ISBN 9780802837110.
- Bergen, David T. (1996). 1, 2 Samuel. B&H Publishing Group. ISBN 9780805401073.
- Gordon, Robert P. (1999). I & II Samuel, A Commentary. Zondervan. ISBN 978-0310230229.
- Hertzberg, Hans Wilhelm (1964). I & II Samuel, A Commentary (trans. from German 2nd edition 1960 edición). Westminster John Knox Press. p. 19. ISBN 978-0664223182.
- Tsumura, David Toshio (2007). The First Book of Samuel. Eerdmans. ISBN 9780802823595.

### General
- Breytenbach, Andries (2000). «Who Is Behind The Samuel Narrative?».  En Johannes Cornelis de Moor and H.F. Van Rooy, ed. Past, Present, Future: the Deuteronomistic History and the Prophets. Brill. ISBN 9789004118713.
- Coogan, Michael David (2007).  Coogan, Michael David; Brettler, Marc Zvi; Newsom, Carol Ann et al., eds. The New Oxford Annotated Bible with the Apocryphal/Deuterocanonical Books: New Revised Standard Version, Issue 48 (Augmented 3rd edición). Oxford University Press. ISBN 978-0195288810.
- Fitzmyer, Joseph A. (2008). A Guide to the Dead Sea Scrolls and Related Literature. Grand Rapids, MI: William B. Eerdmans Publishing Company. ISBN 9780802862419.
- Halley, Henry H. (1965). Halley's Bible Handbook: an abbreviated Bible commentary (24th (revised) edición). Zondervan Publishing House. ISBN 0-310-25720-4. (requiere registro).
- Hayes, Christine (2015). Introduction to the Bible. Yale University Press. ISBN 978-0300188271.
- Jones, Gwilym H. (2007). «12. 1 and 2 Samuel».  En Barton, John; Muddiman, John, eds. The Oxford Bible Commentary (first (paperback) edición). Oxford University Press. pp. 196-232. ISBN 978-0199277186. Consultado el 6 de febrero de 2019.
- Klein, R.W. (2003). «Samuel, books of».  En Bromiley, Geoffrey W, ed. The International Standard Bible Encyclopedia. Eerdmans. ISBN 9780802837844.
- Knight, Douglas A (1995). «Chapter 4 Deuteronomy and the Deuteronomists».  En James Luther Mays, David L. Petersen and Kent Harold Richards, ed. Old Testament Interpretation. T&T Clark. p. 62. ISBN 9780567292896.
- Ulrich, Eugene, ed. (2010). The Biblical Qumran Scrolls: Transcriptions and Textual Variants. Brill.
- Würthwein, Ernst (1995). The Text of the Old Testament. Grand Rapids, MI: Wm. B. Eerdmans. ISBN 0-8028-0788-7. Consultado el 26 de enero de 2019.